# Казанская церковь (Кстово)
Церковь Казанской иконы Божией Матери — храм Нижегородской епархии Русской православной церкви, расположенный в исторической («старой») части города Кстово Нижегородской области.

## История
Церковь построена в 1775 году на средства помещика статского советника Ивана Ивановича Нечаева. В 1848 году установлен новый иконостас. В 1904 году пристроена церковная сторожка. В храме было два престола: первый (главный) освящён в честь Казанской иконы Божией Матери, а второй — в честь Входа Господня в Иерусалим. В ведении церкви находилось 35 десятин, в том числе погост.
В советское время священнослужители подверглись репрессиям: протоиерей Константин Васильевич Знаменский, бывший настоятелем до 1924 года, скончался от пыток в Горьковской тюрьме, а иереи Иван Павлович Святицкий и Григорий Иванович Бурденков были расстреляны. Храм был закрыт, его колокольня снесена, главный вход перенесён из основного объёма в бывшее основание колокольни, надстроен второй этаж. Кроме того, было осквернено прихрамовое кладбище. В здании расположилась типография и редакция газеты «Маяк». Затем, в 1980-х годах, помещения церкви частично использовались как склад, после чего она была окончательно заброшена.
Храм возвращён Русской православной церкви в 1994 году. 30 октября 1994 года состоялось его освящение. В мае 1995 года настоятелем назначен протоиерей Иоанн Лопухович. 12 апреля 2005 года новым настоятелем стал иерей Павел Блинов, а в 2016 году его сменил иерей Александр Лысов.

## Духовенство
- Настоятель храма — иерей Кирилл Фокин[3]